# Basilichthys
Basilichthys – rodzaj ryb z rodziny Atherinopsidae.

## Klasyfikacja
Gatunki zaliczane do tego rodzaju:
- Basilichthys archaeus
- Basilichthys australis
- Basilichthys microlepidotus
- Basilichthys semotilus